# Sphaerodactylus pacificus
Espèce
Statut de conservation UICN

 LC  : Préoccupation mineure
Sphaerodactylus pacificus est une espèce de geckos de la famille des Sphaerodactylidae.

## Répartition
Cette espèce est endémique de l'île Cocos au Costa Rica.

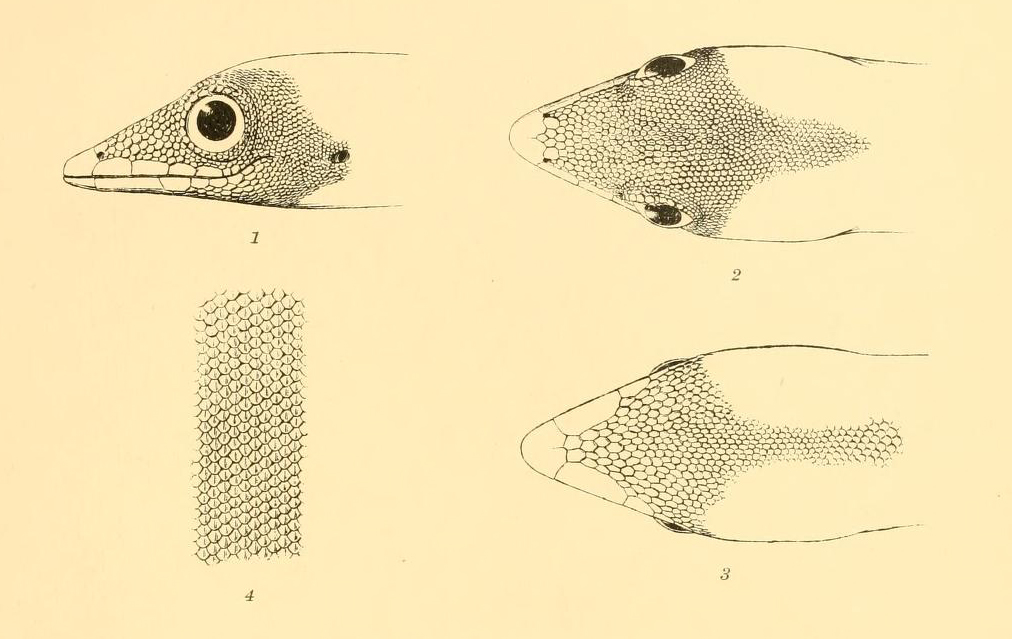

## Taxonomie
Le nom valide de ce taxon est Sphaerodactylus pacificus.

## Publication originale
- Stejneger, 1903 : Description of a new species of gecko from Cocos Island. Proceedings of the Biological Society of Washington, vol. 16, p. 3-4 (texte intégral).